# Kliváž

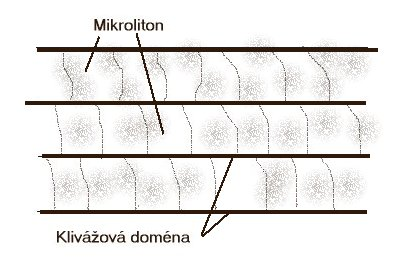
Kliváž v obraze.

Kliváž je pojem z geologie, který je definován jako systém hustě vyvinutých, vzájemně paralelních sekundárních ploch, které jsou plochami potenciální štípatelnosti horniny, ale u kterých nedochází k úplné ztrátě soudržnosti. Jedná se tedy o soubor ploch a jejich přechodů. Vlastní kliváž se skládá z úzkých zón (tzv. domén) v nichž jsou původní horniny intenzivně přepracovány. Nově vzniklé minerály jsou pak reorientovány ve směru těchto nových ploch. Každé dvě sousedící plochy jsou pak od sebe odděleny deformací, kterou nazýváme liton. Litony mají tendenci se pohybovat po plochách kliváže vzájemně vůči sobě. Termín je v mnoha případech zaměňován nesprávně za termín břidličnatost například německá literatura využívá pouze termínu pro břidličnatost schieferung, v anglické a ruské terminologii se využívají oba termíny, které se zaměňují.
Kliváže dělíme především v závislosti na hustotě:
- kontinuální - má velice hustě vyvinuté plochy opakující se na mikroskopické úrovni
- oddálení (spaced cleavage) - plochy kliváže jsou odděleny jen slabě deformované vrstvy litonů
- krenulační - minerály jsou v ní prohnuty a nebo zvrásněny

Podle genetického hlediska (podle vzniku)
- puklinová - kde pohyb nastal jen podle klivážních ploch
- kluzná - nastal již částečný tok materiálu, což se spojuje s jeho částečnou rekrystalizací
- toku - pohyb na klivážních plochách je již doprovázen pohybem plastického materiálu

Podle orientace vůči strukturním prvkům:
- osní - kliváž je paralelní s osní rovinou vrásy
- příčná - kliváž je kolmá k osní rovině vrásy
- vrstevní - kliváž je paralelní s původní vrstevnatostí

Pokud se celá hornina ve větších hloubkách nataví a proběhne celková rekrystalizace, zmizí i původní vrstevnatost a měl by se již používat termín břidličnatost, jelikož známky kliváže dokonale zaniknou. Často se s ní setkáváme u jílovitých a fylitických hornin.